# Muséales de Tourouvre
Les Muséales de Tourouvre, localité située dans le département de l'Orne en région Normandie, regroupent divers musées et espaces culturels :
- Le musée de l'Émigration française au Canada, consacré à l'épopée hors du commun des pionniers Percherons et Français partis peupler le Canada dès le XVIIe siècle
- Le musée des Commerces et des Marques,
- La maison Antoine-Cano, la vie d'un émigrant français pour le Canada au XXe siècle au travers de la reconstitution de sa maison,
- une salle d'exposition temporaire
- une boutique[1].

Elles sont ouvertes du 1er avril au 31 décembre.

## Historique
En 1986, le maire de Tourouvre, Jacques Nortier, décide d'accueillir dans une salle de la mairie la Maison de l'Émigration française au Canada. Celle-ci accueille environ 1 000 personnes par an. En 1998, sous l’impulsion de la communauté de communes du Haut-Perche avec le maire de Tourouvre, Guy Monhée, et de l’Association Perche-Canada, avec le soutien des gouvernements français et canadien, naissait l’idée d’un lieu de mémoire destiné à perpétuer l’aventure des colons français.
En 2000, les premières ébauches de plans et de scénographie sont proposés par le cabinet montréalais.
Parallèlement, la Communauté de Communes du haut Perche acquiert une vaste collection ethnographique de plus de 32 000 objets relatifs aux objets des commerces, des marques et de la publicité, rassemblée par Pierre Marzorati.
En octobre 2006, le musée de l'Émigration française au Canada ouvre ses portes.
En avril 2011, le musée des Commerces et des Marques était inauguré.
En octobre 2016, le public découvre la Maison Antoine Cano.
Anne-Claire Fillâtre en est la directrice jusqu'en 2017.
Jonathan Stanic est le directeur des Muséales depuis 2017,.

## Musée des Commerces et des Marques
Depuis 2000, la Communauté de Communes du haut Perche est propriétaire d'une vaste collection ethnographique de plus de 32 000 objets relatifs aux objets des commerces, des marques et de la publicité. Elle a été rassemblée par Pierre Marzorati ancien commerçant et collectionneur passionné, fondateur de l’ancien Musée de l’Épicerie d'autrefois de Lignorelles (ouvert en 1986 et fermé en 2002). L’inventaire permettra de proposer une première exposition de préfiguration en 2008. Après plusieurs campagnes d'inventaire, est inauguré en avril 2011 l'exposition "Du panier au caddie, deux siècles de consommation".
Le Musée des Commerces et des Marques est installé dans une ancienne grange traditionnelle de 300 m2.
L’exposition imaginée retrace cette évolution en traversant trois grandes époques :
– Les commerces spécialisés en milieu rural à la fin du XIXe siècle-début du XXe siècle
– Les temps modernes : l’émergence des succursales et des grands magasins, la naissance des marques, l’essor de la publicité
– L’espace contemporain de l’après-guerre à nos jours : l’évolution de la société des modes de distribution, l’évolution des marques, l’âge d’or de la publicité.
Chaque niveau correspond à l’une de ces périodes.
L’exposition retrace l’évolution de la société rurale normande, au travers des changements rencontrés dans les commerces, les marques et la publicité des années 1880 à nos jours.

### Commerces spécialisés en milieu rural
Au 1er étage, des commerces spécialisés en milieu rural surtout ornais d’avant-guerre sont reconstitués : épicerie, bar-tabac, salon de coiffure-barbier, magasin de jouets …

### Commerces durant les temps modernes
Au 2ème étage, on présente l’évolution des marques et l’arrivée des magasins à succursales et des grands magasins lors de l’âge industriel, ce qui s’est accompagnée des premières publicités. Avant l’émergence des marques nationales, les Français consommaient des produits locaux fabriqués par des artisans ou des usines locales. Certains de ces producteurs ont connu un vif succès à tel point que leurs marques familiales sont devenues des produits connus de tous les Français comme Michelin, Maggi ou LU. Un accent particulier est mis sur les marques de l'Orne se développant ainsi : Bohin, Abadie, La Grande Trappe …

### Commerces et marques de l’après-guerre à nos jours
Au 3ème étage, on s’intéresse aux commerces et société de consommation de l'après-guerre aux années 2000. Les modes de distribution évoluent avec les supermarchés, certains groupes multinationaux obtiennent le monopole et commence l’âge d’or de la publicité.
Du côté normand, on s’intéresse aux marques Moulinex et Promodès.

## La maison d’Antoine Cano
Antoine Cano a émigré au Canada dans les années 1950 car animé par un rêve d’enfance, celui des héros américains de la Seconde Guerre mondiale. Après son service militaire, il décide donc de quitter la France pour l’Amérique. Antoine Cano a créé là-bas un complexe industriel autour des peaux, du cuir et de la fourrure. Il a aussi occupé des fonctions consulaires de représentant français sous Charles de Gaulle.
En 2015, Antoine Cano contacte les Muséales pour léguer son mobilier canadien pour étayer le discours du Musée de l’Émigration française au Canada jusqu'à l'époque contemporaine. Après l'inventaire de sa donation (mobilier, œuvres d'art, artisanat canadien et amérindien, matériel technique et scientifique, etc.), la Maison Antoine Cano est une reconstitution de sa demeure mêlant vie privée et parcours professionnel, notamment son atelier avec son outillage de tannerie des peaux et son bureau où il a exercé ses fonctions consulaires.
La maison Antoine Cano a ouvert ses portes au public en octobre 2016, dans le cadre du 10e anniversaire des Muséales.

## Expositions temporaires
Chaque année, les Muséales organisent entre deux et quatre expositions temporaires qui se tiennent dans la salle d’exposition de 110 m2.
- 2019 :
  - Perche en Mesures du 6 juillet au 17 novembre
  - « Les belles mécaniques », Michel Soret du 6 juillet au 17 novembre
  - Regalia-Fierté autochtone, Roland Lorente et Aline Saffore du 6 avril au 9  juin 2019
- 2020 : BLWARG, une BD perchée dans le Perche du 11 juillet au 31 décembre
- 2021: Etre une femme dans les années 50 du 10 juillet au 14 novembre[8]